# Monophorus thiriotae
Monophorus thiriotae is een slakkensoort uit de familie van de Triphoridae. De wetenschappelijke naam van de soort is voor het eerst geldig gepubliceerd in 1985 door Bouchet.